# Toxostoma rufum

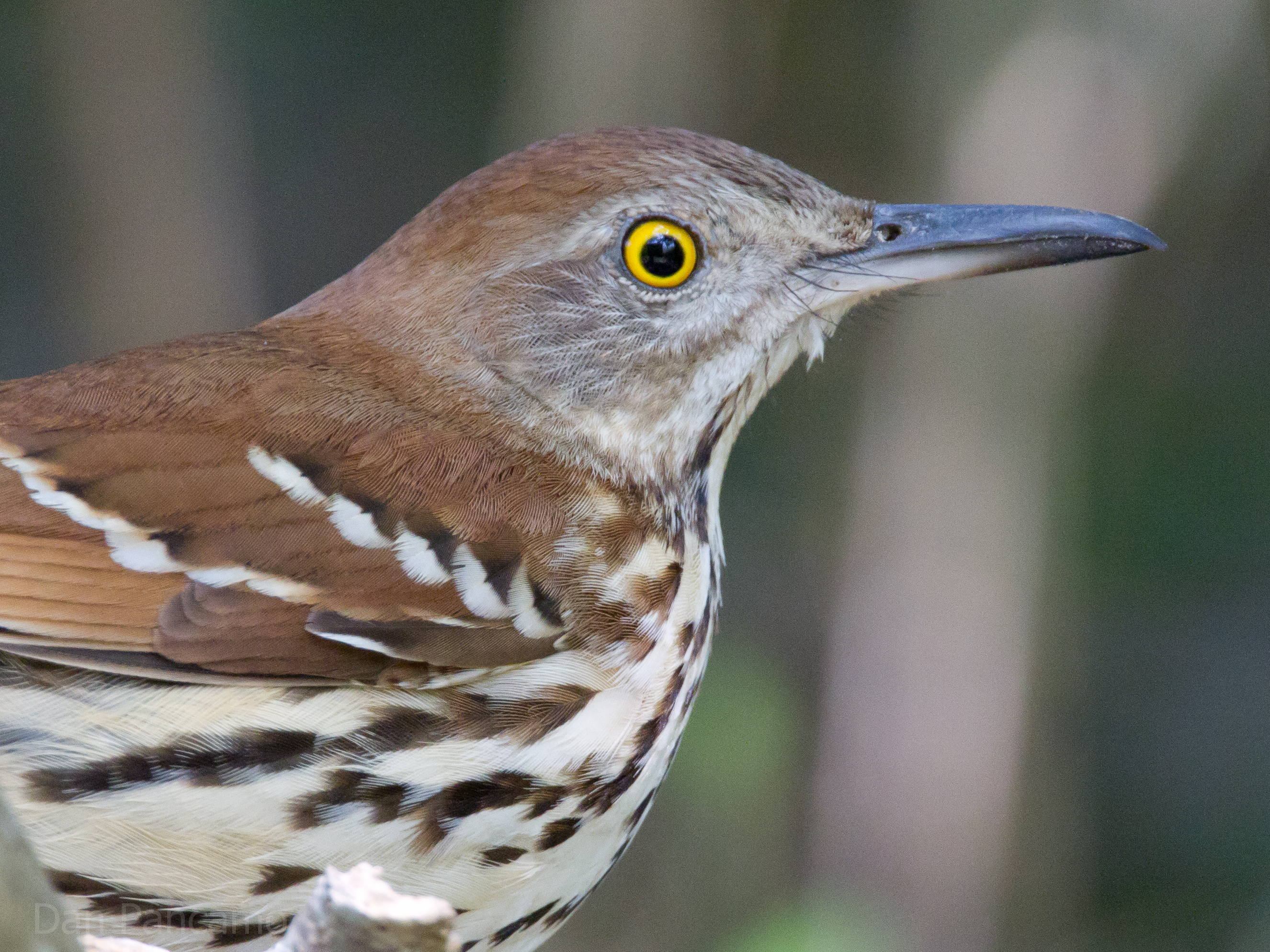
Cuitlacoche rojizo, High Island (Texas).

El cuitlacoche rojizo (Toxostoma rufum) es una especie de ave paseriforme de la familia Mimidae propia de Norteamérica.

## Descripción
El cuitlacoche rojizo es color castaño rojizo en las partes superiores y blanco con un moteado oscuro en las partes inferiores. Su cola es larga, rojiza con bordes más claros redondeados. Los ojos son de color amarillo intenso. El promedio de los adultos es de 29 cm de largo con una envergadura alar de 33 cm, y pesa alrededor de 68 gramos.

### Canto
Se sabe que los cuitlacoche rojizos tienen hasta más de 3000 cantos únicos en su repertorio vocal.

## Hábitat y distribución
Se encuentra en matorrales y arbustos densos, a menudo en busca de alimento en las hojas secas en el suelo. También disfruta de la convergencia del césped cortado y no cortado, sobre todo si hay un amplio terreno de arbustos, es decir, árboles frutales con maleza. También disfruta de jardines perennes y se puede ver saltando desde el suelo para atrapar insectos en las flores y el follaje. Su área de reproducción incluye los Estados Unidos y Canadá, al este de la montañas rocosas.Se trata de una migración parcial, donde las aves del norte pasan el invierno en el sur de EE. UU. Solo hay un registro británico de este viaje transatlántico.

## Comportamiento

### Alimentación
Esta ave es omnívora, come insectos, bayas, nueces y semillas, así como lombrices, caracoles y, a veces lagartijas.

### Cría
La hembra pone 3-5 huevos en un nido de ramitas llenas de hierba.El nido es construido en un arbusto denso o en la parte baja de un árbol. Ambos padres incuban y alimentan a sus crías.Estas aves tienen dos o tres generaciones en un año. Ellos son capaces de cantar hasta 3000 distintas canciones. El macho canta una serie de frases breves repetidas melodiosamente desde una percha abierta para defender su territorio y es también muy agresivo en la defensa del nido.

## Conservación de la especie y sus amenazas
A pesar de esta ave se ha expandido a muchos lugares y aún es común, ha disminuido su población en algunas áreas debido a la pérdida de hábitat adecuado.

## En la cultura
El cuitlacoche rojizo es el pájaro oficial del estado de Georgia, y fue la inspiración para el nombre de la antigua Liga Nacional del equipo de Hockey en Atlanta, los Atlanta Thrashers, por su nombre en inglés.

## Galería de imágenes

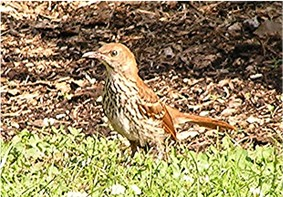
Cuitlacoche rojizo
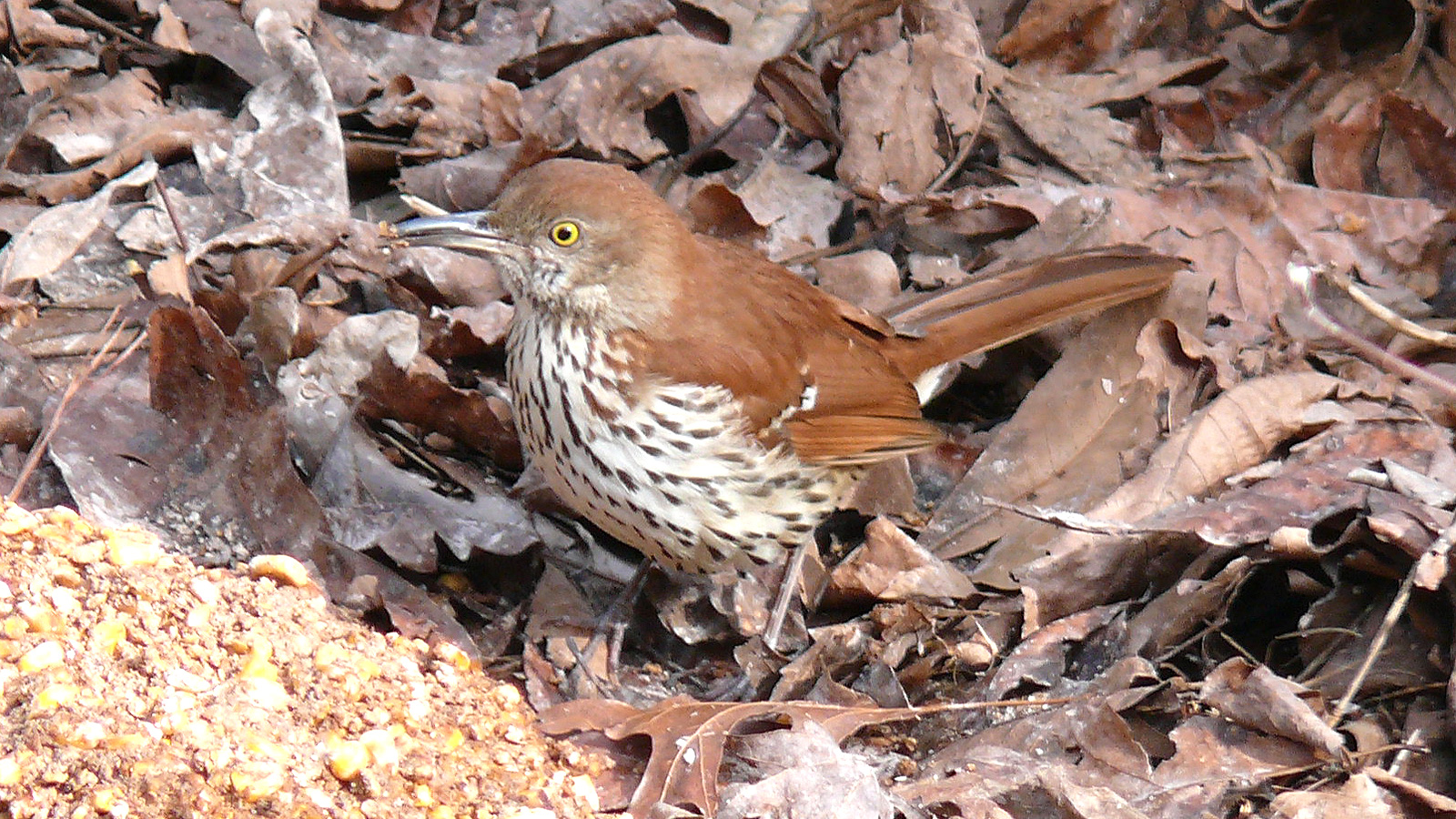